# Tölp
Tölp är ett kortspel för tre till ca 10 deltagare. Vill man vara fler är det bara att blanda in en kortlek till. Spelet går under många olika namn och mer eller mindre besläktade varianter: 
- Tölp
- Kung, greve, bonde, tölp
- Kung, riddare, bonde, tölp
- Neger och president
- Slav och president
- Kung och neger
- Tattare
- Bimbo
- Kung, knekt och Kaj (i österbottnisk folkmun)
- Herre och betjänt

Det handlar om att försöka besätta den bästa positionen (kung eller motsvarande), och sedan hålla sig kvar där. Den sämsta positionen (tölp eller motsvarande) spelar under svårast regelomständigheter och ska försöka komma upp sig i rang.

## Regler
Ess räknas som högst, tvåa som lägst. Från början delas de 52 korten ut, så att alla spelare får lika många var (eller så lika som det är möjligt). Spelets mål är att bli av med alla sina kort så fort som möjligt. 

### Spelomgången
Den som har hjärter två börjar med att lägga det kortet. Turordningen fortsätter sedan åt vänster. När det blir en spelares tur kan spelaren välja antingen att lägga kort, eller att passa.
För att få lägga ett kort fordras att:
- Kortets valör är högre än alla korten på bordet (färg spelar dock ingen roll)
- Det inte ligger några dubbletter, trissar eller fyrtal på bordet

För att få lägga flera kort fordras att:
- Korten har samma valör (till exempel tre sexor)
- Kortens valör är högre än alla korten på bordet
- Kombinationen innehåller flera eller lika många kort som någon av kombinationerna på bordet

Man får alltså lägga exempelvis tre sexor på två femmor eller tre ess på tre kungar men inte två sexor på tre fyror eller en tia på en tia.
Om man inte kan eller vill lägga säger man "pass", och turen går vidare till nästa spelare. Om någon lägger ut en kombination som passas av alla de andra spelarna vänds högen på bordet ner och läggs åt sidan (de korten är inte alltså regeltekniskt sett inte längre "på bordet"), och den som senast lade får lägga ett nytt valfritt kort eller kombination. När en spelare lagt sitt sista kort anses spelaren ha "gått ut". Turen går då till nästföljande spelare som fortsätter med att lägga ett valfritt kort eller kombination. Det är viktigt att notera exakt i vilken ordning spelarna går ut.

### Byten
När alla är av med sina kort är omgången över, och samtliga kort blandas och delas ut inför nästa omgång. De spelare som gått ut tidigt i föregående omgång har nu skaffat sig ett positionsmässigt övertag gentemot de andra, vilket arrangeras genom att man byter kort med varandra på följande sätt:
- Om man är 3 spelare byts 1 kort mellan den spelare som gick ut som nummer 1 (först) med den som gick ut som nummer 3 (sist)
- Vid 4 spelare byts 2 kort mellan spelare nummer 1 och 4, samt 1 kort mellan 2 och 3
- Vid 5 spelare, 2 kort mellan 1 och 5, samt 1 kort mellan 2 och 4
- Vid 6 spelare, 3 kort mellan 1 och 6, 2 kort mellan 2 och 5, samt 1 kort mellan 3 och 4

Vid fler än sex spelare kan man antingen välja att fortsätta systemet (upp mot fyra och fem kort osv.), eller välja att lämna de återstående spelarna neutrala i mitten, och alltså inte byta fler än tre kort. 
I varje byte ska spelaren med den högre positionen välja ut det föreskrivna antalet kort fritt från sin hand, och lägga ner dem framför den motspelare spelaren ska byta med. Därefter kan spelaren välja att antingen säga "högt" eller fråga efter kort.
- Om spelaren väljer högt ska bytespartnern ge spelaren det föreskrivna antalet, och dessa måste vara de högsta kort bytespartnern har.
- Om spelaren väljer att fråga, ska spelaren säga namnet på ett av korten spelaren har på sin hand (och därmed avslöja att spelaren har minst ett), varefter spelarens bytespartner måste säga hur många exemplar av det kortet som finns på den egna handen. Spelaren med den högre rangen får sedan fortsätta att fråga, efter hur många kort spelaren vill, innan spelaren deklarerar vilka av korten spelaren vill ha, och hur många (dock totalt inte fler än det antal spelaren får byta, förstås). Om spelaren inte vill ha något av de frågade korten får spelaren säga "högt" i stället.

Sedan tar spelaren med lågpositionen upp korten framför sig, så att spelaren har lika många kort på handen som innan. När alla byten är klara (de kan pågå samtidigt) vidtar nästa omgång, som går till som ovan. Spelet fortsätter sedan så länge spelarna har lust.
Den spelare som går ut allra först får alltså bättre förutsättningar i nästa omgång, och kallas därför för kung, medan spelaren som gått ut sist har sämst förutsättningar och kallas för tölp eller slav (eller något annat som speglar deras olika förutsättningar i spelet).

### Slutgiltig vinnare
Spelets uppbyggnad gör att det i grunden inte finns någon slutgiltig vinnare: i stället kommer spelarna under partiets gång att gradvis falla och stiga i rankningen. Om man vill kan man dock använda sig av poängräkning, vilket innebär att man för in de olika slutrankingarna från varje omgång i ett protokoll. Man spelar då ett förbestämt antal omgångar (exempelvis 10), och den spelare som därefter innehaft den högsta positionen flest gånger vinner. Vid lika förlänger man med flera omgångar.
Ytterligare ett alternativ är att spela "först till tre", vilket innebär att den spelare som först lyckats inneha den högsta positionen tre gånger i rad vinner.

## Frivilliga regler

### Spel på två spelare
Om man vill kan man spela med endast två spelare. För att man då inte ska veta exakt vad motståndaren har för kort brukar de 10 översta korten läggas åt sidan innan given. Varefter en omgångs slut de blandas in i leken igen och 10 nya kort läggs åt sidan under nästa omgång.

### Flygande kort
Om man vill kan man välja att spela med flygande kort, det vill säga kort som kan utöka alla kombinationer (annorlunda uttryckt, ta skepnaden av vilket kort som helst, bara man har ett likadant i samma kombination). Vanligen väljer man då att de lägre korten, som tvåor eller både tvåor och treor är flygande kort. Man kan också använda jokrar. Flygande kort kan inte bytas mellan spelarna eller frågas efter.
Vanligt när man spelar med flygande kort är att man inte får gå ut på flygande. Med detta menas att den kombination man spelar så att man får slut på kort på handen inte får innehålla några flygande kort.

### Singelrunda/singelbytespel
I början av varje omgång (inkl. första omgången) skickar alla spelare alla sina singlar, utom de flygande, ett steg i medsols riktning. Därefter följer reglerna för klassiskt spel.

### Revolution
En ny variation som ger spelet ett nytt moment och kräver en mer strategisk spelstil. För att spelet ska få fler revolutioner bör man spela med singelrunda.
Variationen går ut på att värdena av korten blir de motsatta om en av spelarna lägger fyra av samma valör, vilket kallas en revolution. Den valör med högst värde (dvs. ess) får det lägsta värdet och vice versa.
Från att korten har värdena i vanlig ordning från lägst till högst: 2, 3, 4, 5, 6, 7, 8, 9, 10, knekt, dam, kung, ess så får korten alltså den motsatta ordningen ess, kung, dam, knekt, 10, 9, 8, 7, 6, 5, 4, 3, 2 när en revolution läggs. 
Den vanliga ordningen återgår när en spelare lägger fyra av samma valör igen; en kontrarevolution/revolution uppåt.
En revolution får inte spelas med flygande, t.ex. tre sjuor och en flygande, utan kräver fyra av samma valör. Man kan däremot lägga flygande på revolutionen, t.ex. fyra sjuor och två flygande (alltså sex sjuor). Om en spelare lägger en revolution, t.ex. fyra sjuor, måste de andra spelarna alltså lägga fyra av någonting under sju, om de inte väljer att passa. Om en annan spelare då lägger t.ex. fyra femmor (utan flygande), en kontrarevolution, måste alltså de andra spelarna lägga fyra av någonting över fem. Spelet fortsätter sedan med den nya ordningen tills någon lägger ännu en revolution. Vid varje ny omgång, efter att alla spelare gått ut, återgår ordningen till det vanliga.
Denna variation kräver en större försiktighet i spelet och behöver spelas mer taktiskt än det klassiska, då spelet kan anta många, snabba vändningar. Vid vissa tillfällen kan det t.ex. vara taktiskt att inte lägga en revolution, även om man har fyra av samma valör. Lägger en spelare fyra av samma valör, kan spelaren dock inte välja att göra revolution eller inte. Lägger en spelare fyra av samma så blir det revolution.